# Moquegua megye
Moquegua megye Peru egyik megyéje, az ország déli részén található. Székhelye Moquegua.

## Földrajz
A kis területű Moquegua megye Peru déli részén helyezkedik el. Területének tengerszint feletti magassága a 0 métertől egészen a 6000 méterig terjed: az óceánparttól kezdve északkelet felé haladva az Andok hegyláncai emelkednek egyre magasabbra. A megye délnyugaton a Csendes-óceánnal, nyugaton és északnyugaton Arequipa, északkeleten Puno, délkeleten pedig Tacna megyével határos.

### Tartományai
A megye 3 tartományra van osztva:
- General Sánchez Cerro
- Ilo
- Mariscal Nieto

## Népesség
A megye népessége a közelmúltban folyamatosan növekedett:
| Év   | Lakosság |
| ---- | -------- |
| 1940 | 34 152   |
| 1961 | 51 614   |
| 1972 | 74 470   |
| 1981 | 101 610  |
| 1993 | 128 747  |
| 2007 | 161 533  |

## Képek

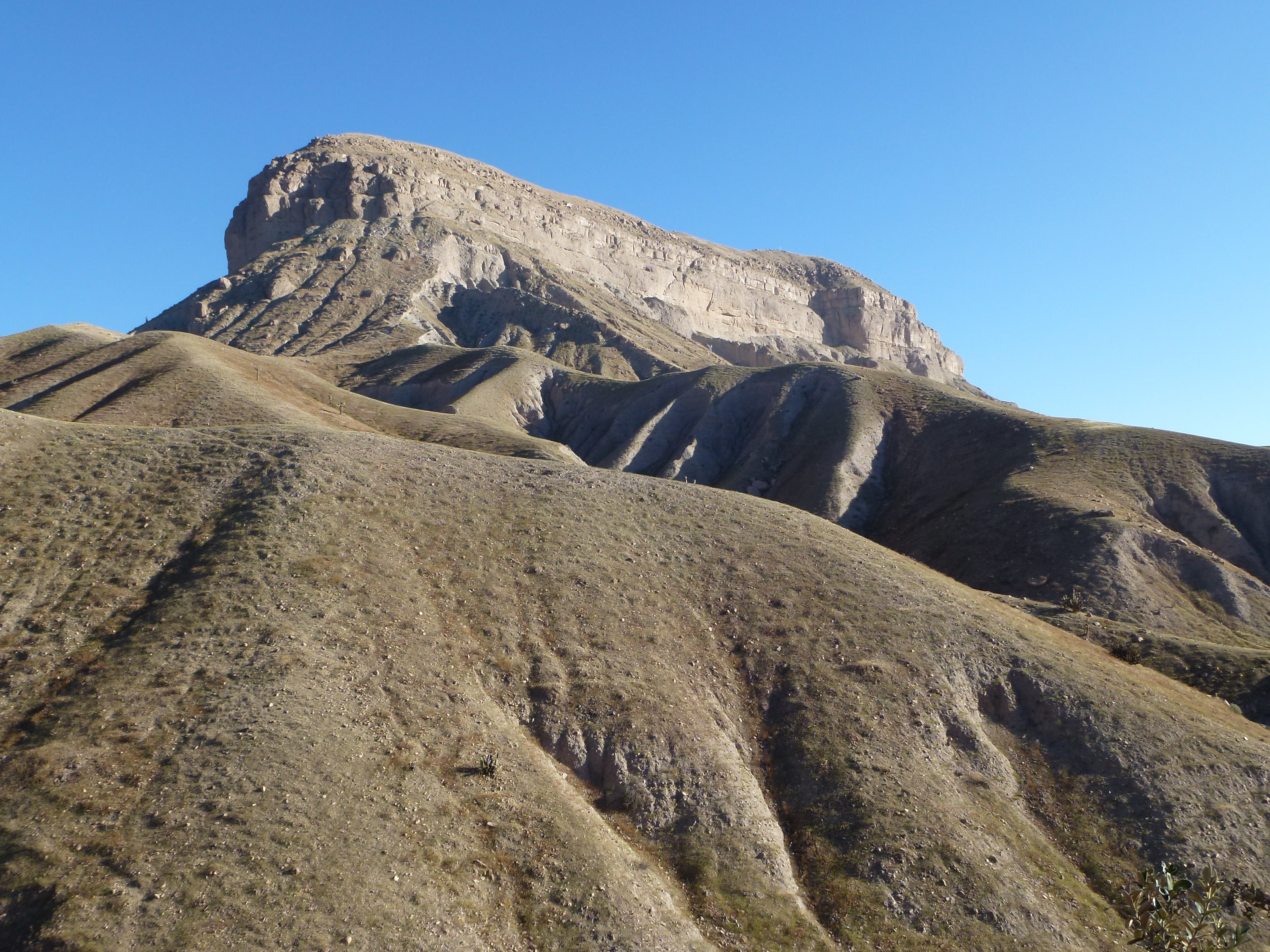
A Cerro Baúl hegy
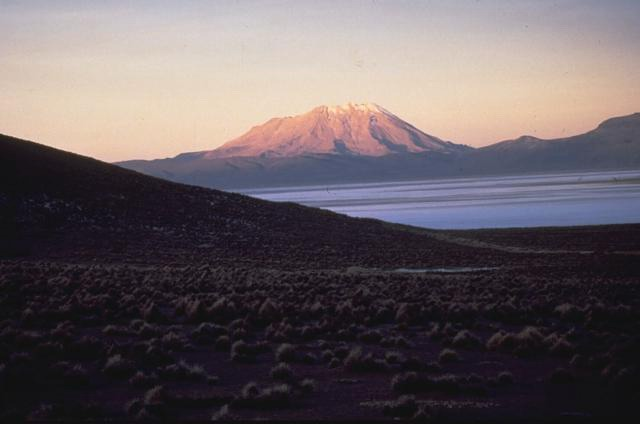
Az Ubinas vulkán
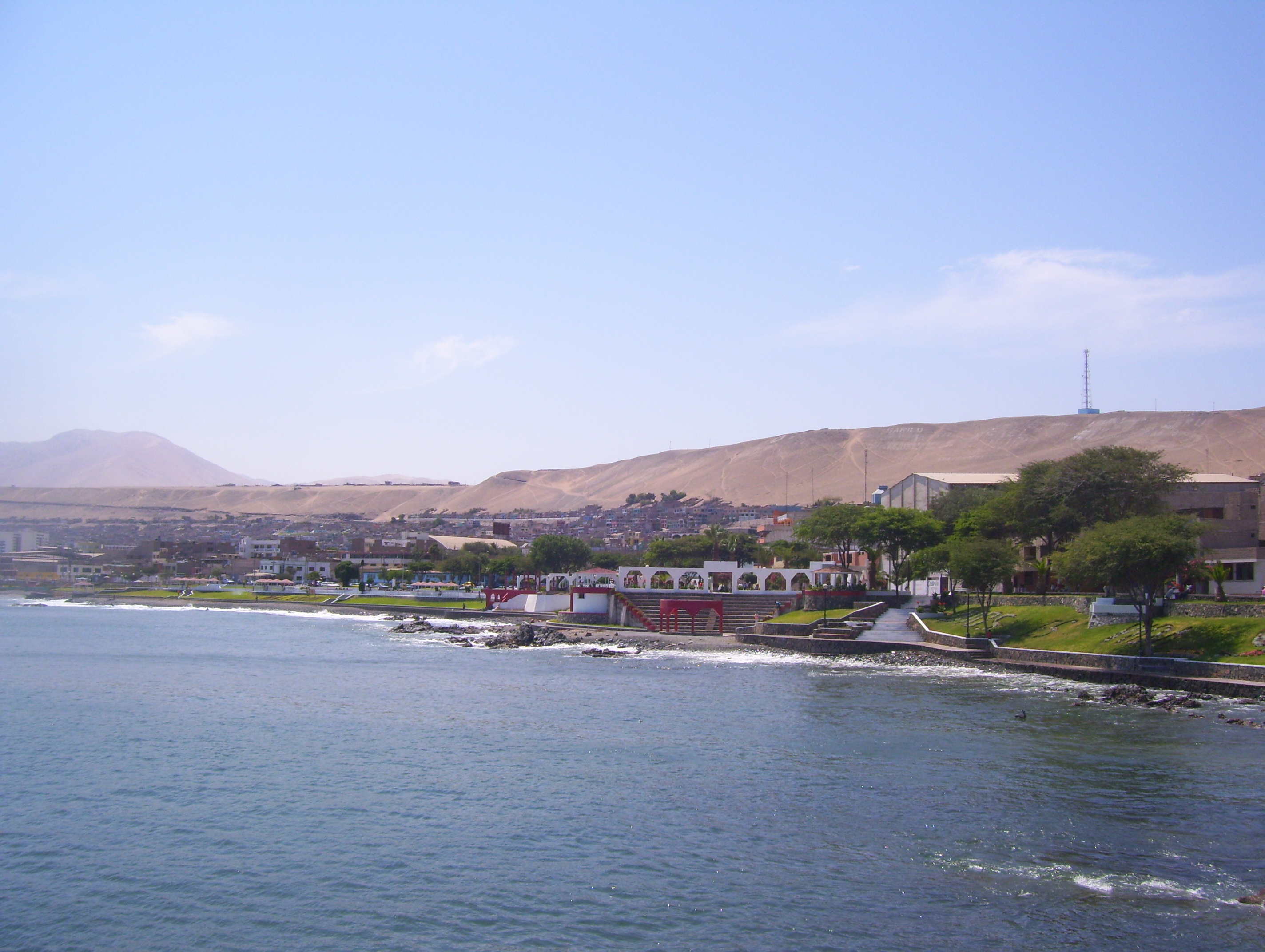
Ilo tengerpartja
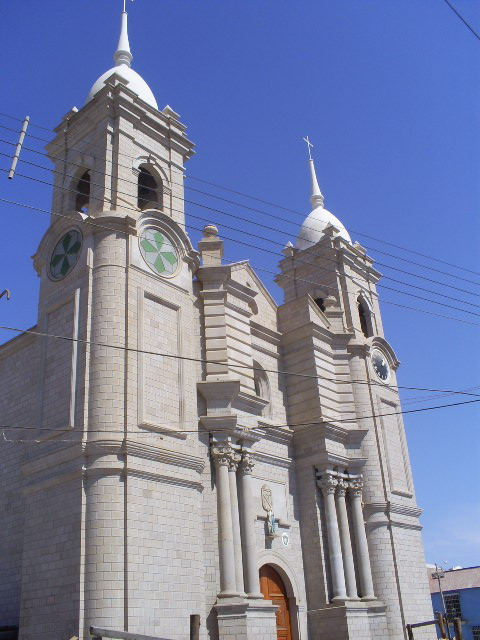
A moqueguai székesegyház